# دالي ويلسون (سياسي)
دالي ويلسون (بالإنجليزية: Dale Wilson)‏ هو سياسي أسترالي، ولد في 7 يونيو 1953. انتخب عضو الجمعية التشريعية فيكتوريا.